# 旅人 (THE BLUE HEARTSの曲)
「旅人」（たびびと）は、日本のロックバンド、THE BLUE HEARTSの通算14枚目のシングル。
6thアルバム『STICK OUT』からのリカット。
プロモーション・ビデオは過激な内容であるとされ放送禁止になった。

## 収録曲
1. 旅人
（作詞・作曲: 甲本ヒロト）
1993年、代々木の国立代々木競技場周辺で行われていたフジテレビのイベントLIVE UFOにライブ参加しており、そのライブのテーマソングとして同局のCMで頻繁に流れていた。
千葉ロッテマリーンズの応援団が2000年代初頭、この曲の替え歌を2種類（通常用と強風時用）つくり、応援歌としていた。
2. 台風
（作詞・作曲: 真島昌利）
ホンダ・ディオのCMソングに使用される。ブルーハーツには珍しく変拍子の曲。